# Charles Lloyd Pack
Charles Lloyd Pack (* 10. Oktober 1902 in London; † 22. Dezember 1983 ebenda) war ein britischer Schauspieler.

## Leben und Karriere
Lloyd Pack war seit den 1930er Jahren als Theaterschauspieler aktiv, auch absolvierte er erste Filmauftritte ab 1936. Ende der 1940er-Jahre begann er vermehrt Charakterrollen beim Film und beim in dieser Zeit an Popularität gewinnenden Fernsehen zu übernehmen. Lloyd Pack wurde hauptsächlich in Nebenrollen besetzt, dabei spielte er sehr häufig Geistliche, so in der Fernsehserie Mr. Right oder im Film Mord im Spiegel. Er wurde allgemein auf eher würdevolle oder hochgestellte ältere Herren getypecastet, so verkörperte er auch mehrfach Aristokraten, Ärzte, Richter, Professoren oder Politiker. Bekanntheit erhielt Lloyd Pack durch seine Mitwirkung in etlichen Filmen der Hammer-Horrorfilm-Serie, beispielsweise 1958 als Doktor Seward in Dracula an der Seite von Christopher Lee. Daneben übernahm er Gastrollen in bekannten und beliebten Fernsehserien wie Mit Schirm, Charme und Melone, Geheimauftrag für John Drake und Der Mann mit dem Koffer. Insgesamt umfasst sein filmisches Schaffen mehr als 200 Film- und Fernsehproduktionen zwischen 1936 und seinem Todesjahr 1983.
Der Schauspieler stammte gebürtig aus der Arbeiterklasse und soll den Zweitnamen Lloyd ergänzt haben, damit sein Name distinguierter klang. Lloyd Pack war mit seiner Ehefrau Ulrike Elizabeth Pulay von 1941 bis zu seinem Tod verheiratet, sie hatten zwei Kinder. Er war der Vater des Schauspielers Roger Lloyd-Pack und der Großvater der Schauspielerin Emily Lloyd.

## Filmografie (Auswahl)
- 1936: Calling the Tune
- 1936: The House of the Spaniard
- 1949: Die große Leidenschaft (The Passionate Friends)
- 1949: Unschuldig verurteilt (For Them That Trespass)
- 1949: Mann im Netz (Man on the Run)
- 1950: Ferien wie noch nie (Last Holiday)
- 1951: Die Stunde X (High Treason)
- 1952: Ein Fressen für die Fische (Gift Horse)
- 1952: Mother Riley Meets the Vampire
- 1954: Die Jagd begann im Hafen (River Beat)
- 1954: Die Erbschaft der Tante Clara (Aunt Clara)
- 1955: So etwas lieben die Frauen (The Constant Husband)
- 1955: Fabian von Scotland Yard (Fernsehserie, eine Folge)
- 1955: Lieber reich – aber glücklich (Value for Money)
- 1955: ... aber lieb sind sie doch! (All for Mary)
- 1955–1960: Die Abenteuer von Robin Hood (The Adventures of Robin Hood, Fernsehserie, 5 Folgen)
- 1956: Umfange mich, Nacht (Yield to the Night)
- 1956: Heirate nie in Monte Carlo (Loser Takes All)
- 1956: Drei Mann in einem Boot (Three Men in a Boat)
- 1957: Hilfe, der Doktor kommt! (Doctor at Large)
- 1957: Der Mann, den keiner kannte (Interpol)
- 1957: Feinde aus dem Nichts (Quatermass 2)
- 1957: Frauen, die uns nachts begegnen (The Flesh Is Weak)
- 1957: Esther Costello (The Story of Esther Costello)
- 1957: Der Fluch des Dämonen (Night of the Demon)
- 1957: Kapitän Seekrank (Barnacle Bill)
- 1958: Safeknacker Nr. 1 (The Safecracker)
- 1958: Dracula
- 1958: Frankensteins Rache (The Revenge of Frankenstein)
- 1958: Noch mehr Ärger in der Army (Further Up the Creek)
- 1959: Den Tod überlistet (The Man Who Could Cheat Death)
- 1959: Der Killer mit den Froschaugen (Cover Girl Killer)
- 1960: Zone des Schweigens (Cone of Silence)
- 1960: Bankraub des Jahrhunderts (The Day They Robbed the Bank of England)
- 1960: Dreimal Liebe täglich (Doctor in Love)
- 1960: Herr der drei Welten (The Three Worlds of Gulliver)
- 1960/1961: Geheimauftrag für John Drake (Danger Man, Fernsehserie, 2 Folgen)
- 1961: Terror der Tongs (The Terror of the Tongs)
- 1961: Die Küche (The Kitchen)
- 1961: Der Teufelskreis (Victim)
- 1962: Lieben kann man nur zu zweit (Only Two Can Play)
- 1962: Flat Two
- 1962: So ein Gauner hat’s nicht leicht (Crooks Anonymous)
- 1963: Das Schwert des Königs (Siege of the Saxons)
- 1964: Jeder Tag ein Urlaubstag (Every Day’s a Holiday)
- 1965: Geheimaktion Crossbow (Operation Crossbow)
- 1965: Geheimauftrag für John Drake (Danger Man, Fernsehserie, 1 Folge)
- 1965/1968: Mit Schirm, Charme und Melone (The Avengers, Fernsehserie, 2 Folgen)
- 1966: Das schwarze Reptil (The Reptile)
- 1967: Die verschlossene Tür (The Shuttered Room)
- 1967: Mephisto ’68 (Bedazzled)
- 1967: Two a Penny – Bin kein Mr. Niemand (Two a Penny)
- 1967: Nummer 6 (The Prisoner, Fernsehserie, 1 Folge)
- 1968: Der mysteriöse Mr. Sebastian (Sebastian)
- 1968: Der Mann mit dem Koffer (Man in a Suitcase, Fernsehserie, 2 Folgen)
- 1968: If … (If....)
- 1968: Diamanten zum Frühstück (Diamonds for Breakfast)
- 1969: Ein liebenswertes Freudenhaus (The Best House in London)
- 1969: Moskito-Bomber greifen an (Mosquito Squadron)
- 1969: Randall & Hopkirk – Detektei mit Geist (Randall and Hopkirk (Deceased), Fernsehserie, 1 Folge)
- 1969: Spezialauftrag (Strange Report, Fernsehserie, 7 Folgen)
- 1970: Ein Mann jagt sich selbst (The Man Who Haunted Himself)
- 1970: Song of Norway
- 1970: Die Schritte des Mörders (I Start Counting)
- 1972: Jason King (Fernsehserie, 1 Folge)
- 1972: In den Fängen der Madame Sin (Madame Sin)
- 1974: Frankensteins Höllenmonster (Frankenstein and the Monster from Hell)
- 1974: Jenny, Lady Churchill (Miniserie, 3 Folgen)
- 1974–1975: An Unofficial Rose (Miniserie, 4 Folgen)
- 1980: Mord im Spiegel (The Mirror Crack’d)
- 1983: Mr. Right (Fernsehserie, 4 Folgen)